# Câmara Municipal de Macapá
A Câmara Municipal de Macapá é o órgão legislativo do município de Macapá. Criada em 1 de janeiro de 1758 é composta atualmente por 23 vereadores, número máximo estabelecido pela Constituição de 1988. Considerada a maior casa legislativa municipal do estado, sua sede atual está estabelecida no "Palácio Janary Nunes" no centro da cidade.

## História
A Câmara Municipal de Macapá, nasceu dois dias antes da fundação da Vila de São José de Macapá.
Em 02 de fevereiro de 1758, foi criada a Intendência, dois dias antes da fundação da Vila de São José de Macapá, e que foi depois transformada em Câmara Municipal.
Quatro membros da comunidade foram empossados por  Pascoal de Abranches Madeira Fernandes para gerenciar e conduzir os destinos da futura vila, instalada, dois dias depois. Mendonça Furtado ergueu o pelourinho, na atual Praça Veiga Cabral.
Os vereadores foram responsáveis pela administração da vila de Macapá até 10 de março de 1890, quando o Governo Provisório do Pará dissolveu as câmaras e criou o Conselho de Intendência. O primeiro Intendente nomeado em Macapá foi o coronel Coriolano Jucá.
Com o governo de Getúlio Vargas, a partir de 1930, os interventores (depois de governadores e prefeitos) passaram a ser nomeados pelo governo federal. Foi marcada uma eleição para prefeito e vereadores para o dia 03 de dezembro de 1935. As Câmaras Municipais iriam substituir o Conselho de Intendência e o gestor eleito passaria a chamar-se Prefeito. 
Foi eleito como prefeito Francisco Alves Soares, que tomou posse em 16 de fevereiro de 1936. Com a instalação do Estado novo em 1937, os órgãos legislativos foram fechados. Uma nova eleição para a Câmara de Macapá só tornou a ocorrer em 30 de novembro de 1969, mesmo com o desmembramento do Território Federal do Amapá em 1943, com a posse de nove vereadores em 7 de janeiro de 1970.
Foi nomeado como prefeito João de Oliveira Cortes, sendo o interventor o general Ivanhoé Gonçalves Martins.
Em 1988, o Amapá foi elevado à categoria de estado, com Macapá como capital. 

## Mesa Diretora
A Mesa Diretora eleita para o biênio 2025-2027 é a seguinte:
| Cargo              | Nome         | Partido |
| ------------------ | ------------ | ------- |
| Presidente         | Pedro da Lua | UNIÃO   |
| 1º Vice-presidente | Margleide    | PDT     |
| 2° Vice-presidente | Joselyo      | PP      |
| 1° Secretário      | Japão        | SDD     |
| 2° Secretário      | Ruzivan      | REP     |

## Vereadores Eleitos
Foram eleitos 23 vereadores para a Câmara Municipal de Macapá na eleição municipal de 2024.
| Vereadores           | Partido       | Votação | Percentual | Cidade onde nasceu   | Unidade federativa |
| Alexandre Azevedo    | PODE          | 4.857   | 2,04%      | Macapá               | Amapá              |
| Daniel Theodoro      | PSOL          | 4.542   | 1,90%      | São Paulo            | São Paulo          |
| Marcelo Dias         | PRD           | 4.534   | 1,90%      | Belém                | Pará               |
| Paulo Nery           | PSD           | 4.533   | 1,90%      | Macapá               | Amapá              |
| Pastora Léia Pelaes  | PDT           | 4.419   | 1,85%      | Macapá               | Amapá              |
| Caetano Bentes       | PODE          | 4.368   | 1,83%      | Macapá               | Amapá              |
| Pedro Dalua          | UNIÃO         | 4.309   | 1,81%      | Belém                | Pará               |
| João Mendonça        | PRD           | 4.035   | 1,69%      | Rondon do Pará       | Pará               |
| Elenice              | PODE          | 4.007   | 1,68%      | Palmeira das Missões | Rio Grande do Sul  |
| Maraina Martins      | REDE          | 3.939   | 1,65%      | Macapá               | Amapá              |
| Cláudio              | Solidariedade | 3.806   | 1,60%      | Macapá               | Amapá              |
| Luany Favacho        | MDB           | 3.643   | 1,53%      | Macapá               | Amapá              |
| Bruno Igreja         | MDB           | 3.579   | 1,50%      | Macapá               | Amapá              |
| Alessandro           | PDT           | 3.446   | 1,44%      | Macapá               | Amapá              |
| Japão                | Solidariedade | 3.445   | 1,44%      | Macapá               | Amapá              |
| Patrick Monte        | MDB           | 3.370   | 1,41%      | Macapá               | Amapá              |
| Luana Serrão         | UNIÃO         | 3.360   | 1,41%      | Macapá               | Amapá              |
| Margleide Alfaia     | PDT           | 3.205   | 1,34%      | Afuá                 | Pará               |
| Banha Lobato         | UNIÃO         | 2.680   | 1,12%      | Afuá                 | Pará               |
| Joselyo E Mais Saúde | UNIÃO         | 2.668   | 1,12%      | São Luís             | Maranhão           |
| Claudiomar Rosa      | PT            | 2.657   | 1,11%      | Macapá               | Amapá              |
| Ruzivan              | Republicanos  | 2.643   | 1,11 %     | Macapá               | Amapá              |
| Ezequias             | PSD           | 2.327   | 0,98 %     | Macapá               | Amapá              |